# Thatcham
Thatcham est une ville dans le comté de Berkshire en Angleterre située à 24 km à l'ouest de Reading.

## Géographie
La rivière Kennet traverse les roselières de Thatcham, un site d'intérêt scientifique particulier de 68 ha (169 acres) d’une importance nationale de par sa vaste roselière, et ses parties boisées d’aulnes ainsi que ses marais. Le site de Thatcham avec ses gravières, roselières, bois, haies et prairies est riche en faune sauvage et a été transformée en centre de découverte de la nature par la Société royale pour la protection des oiseaux,.

## Personnalités liées à la ville
- Francis Baily (1774-1844), astronome anglais, est enterré dans le caveau familial de l'église de la paroisse de Thatcham ;
- John Hore (1690-1762), ingénieur spécialisé dans la navigation et connu pour l'ingénierie de la navigation de la rivière Kennet en 1718, y est né et y est mort ;
- William Young Ottley (1771-1836), collectionneur et historien de l'art, artiste amateur et éditeur d'estampes britannique, y est né.

## Jumelage
- Nideggen (Allemagne)